# Mamma Mia!
„Mamma Mia!“ е музикален филм от 2008 г., режисиран от Филида Лойд. Сценарият, написан от Катрин Джонсън, е базиран на нейния едноименен мюзикъл от 1999 г.

## Сюжет
Внимание:  Текстът по-долу разкрива сюжета на произведението (или части от него)!
20-годишната Софи Шеридън, която живее с майка си Дона на гръцкия остров Калокаири, ще се омъжи за младия Скай Риманд. Но Софи не е напълно щастлива. Тя е отгледана само от майка си и никога не е познавала баща си. От случайно намерения дневник на майка си момичето научава имената на тримата бивши любовници на Дона: Хари Брайт, Сам Кармайкъл и Бил Андерсън, всеки от които може да е бащата на Софи. За да разбере истината, момичето тайно кани и тримата мъже на острова, тайно от майка си. В същото време две нейни стари приятелки, Таня и Роузи, идват на острова по покана на Дона.
Дона, виждайки бившите си любовници, настоява незабавно да напуснат острова, но Софи моли мъжете да останат. Общувайки с тях, тя се опитва да разбере кой от тях е нейният баща и решава, че това е Бил. Софи моли Бил да я разведе по пътеката по време на сватбата, но Сам и Хари не са съгласни и отказват да се отрекат от бащинството си. В резултат на това мъжете решават, че и тримата са бащи на Софи, а момичето с радост приема решението им.
На свой ред Таня и Роузи се опитват да разберат от Дона кой може да е бащата на Софи, но самата Дона не знае. Сам, който все още е много влюбен в Дона, признава чувствата си и обяснява, че се е разделил с Дона преди двадесет години, защото е смятал, че тя се е омъжила за Бил. Сам се е оженил и има две деца, но любовта му към Дона никога не си отива. Затова преди няколко години той се е развел и сега, като е отново с нея, би искал да ѝ стане съпруг. Дона, която не иска да промени установения си живот, отказва на Сам.
Но романтичните чувства се развиват не само между Сам и Дона. Писателката Роузи се влюбва в Бил, който също е писател и пътешественик, Хари, който се е разделил с гей партньора си в Лондон, внезапно намира любов с красив млад грък, живеещ на острова, а Таня започва да бъде ухажвана от младия Пепър, приятел на Скай.
Сватбеният ден наближава, Сам, Хари и Бил водят Софи по пътеката, но внезапно Софи предлага на Скай да отложат сватбата и да започнат да пътуват по света, за да се опознаят по-добре. Скай с радост се съгласява, но гостите на сватбата са шокирани. Неочаквано Сам моли Дона да се омъжи за него незабавно, Дона се съгласява и отменената сватба на дъщеря ѝ се превръща в щастлива сватба за майка ѝ.

## Актьорски състав
| Актьор           | Роля |
| ---------------- | --- |
| Мерил Стрийп     | Дона Шеридан – собственичка на хотел Villa Donna в Гърция                                                                                |
| Аманда Сайфред   | Софи Шеридан – дъщерята на Дона и годеница на Скай                                                                                       |
| Пиърс Броснан    | Сам Кармайкъл – архитект от САЩ и възможен баща на Софи, разведен                                                                        |
| Колин Фърт       | Хари Брайт – британски банкер, който се е разделил с гей партньора си, възможен баща на Софи                                             |
| Стелан Скарсгорд | Бил Андерсън – шведски пътеписец, неженен, възможен баща на Софи                                                                         |
| Доминик Купър    | Скай Риманд – годеникът на Софи, който прави уебсайт за хотела                                                                           |
| Джули Уолтърс    | Роузи Мълиган – близка приятелка на Дона, една от участничките в музикалната група Donna and the Dynamos, писателка, неженена            |
| Кристин Барански | Таня Чешам-Ли – близка приятелка на Дона, една от участничките в музикалната група Donna and the Dynamos, три пъти разведена богата жена |
| Рэйчел МакДауэл  | Лиза – близка приятелка на Софи |
| Ешли Лили        | Али – близка приятелка на Софи |
| Филип Майкъл     | Пепър – барман и кум на Скай, който проявява интерес към Таня                                                                            |
| Бени Андершон    | пианист на сал (некредитиран) |
| Бьорн Улвеус     | гръцки бог (некредитиран) |

## Саундтрак
- „I Have a Dream“ – Софи
- „Honey, Honey“ – Софи, Али и Лиза
- „Money, Money, Money“ – Дона, Таня и Роузи
- „Mamma Mia“ – Дона
- „Chiquitita“ – Дона, Таня и Роузи
- „Dancing Queen“ – Дона, Таня и Роузи
- „Our Last Summer“ – Хари, Бил, Сам и Софи
- „Lay All Your Love on Me“ – Скай и Софи
- „Super Trouper“ – Дона, Таня и Роузи
- „Gimme! Gimme! Gimme!“ – Софи, Али и Лиза
- „Voulez-Vous“ – Дона, Сам, Таня, Роузи, Хари, Бил, Скай, Али, Лиза и Пепър
- „SOS“ – Сам и Дона
- „Does Your Mother Know Lay“ – Таня и Пепър
- „Slipping Through My Fingers“ – Дона и Софи
- „The Winner Takes It All“ – Дона
- „I Do, I Do, I Do, I Do, I Do“ – Сам и Дона
- „When All Is Said and Done“ – Сам и Дона
- „Take a Chance on Me“ – Роузи, Бил, Таня, Пепър и Хари
- „I Have a Dream“ – Софи
- „Waterloo“ – Дона, Роузи, Таня, Сам, Бил, Хари, Скай и Софи
- „Thank You for the Music“ – Софи

## Снимачен процес
- Когато Пиърс Броснан получава предложението да участва във филма, той няма представа за какво става дума в проекта. Решаващ фактор за него е фактът, че самата Мерил Стрийп, която Броснан по думите му обожава от младостта си, ще участва в същия филм.
- Повечето от сцените на открито са заснети на малките гръцки острови Скопелос и Скиатос, Тесалия (29 август до септември 2007 г.) и крайморското село Дамухари в района на Пелион в Гърция. В Скопелос, плажът Кастани на югозападния бряг е основното място за заснемане на филма. Продуцентите построяват плажен бар и кей покрай плажа, но премахват и двата декора след приключване на снимките. Сватбеното шествие е заснето в параклиса „Свети Йоан“ край Глоса.
- Някои части от филма (предимно танцови и песенни номера) са заснети в Pinewood Studios, което е възстановено след ужасен пожар през 2006 г. след снимките на „Казино Роял“. „Гръцката“ вила на Дона също е построена в Pinewood Studios, като са използвани истински дървета, които се поливат ежедневно чрез автоматизирана поливъчна система и им се дава достъп до дневна светлина, за да растат.
- Частта от филма, в която героят на Броснан напуска офиса си в Ню Йорк, за да отиде в Гърция, всъщност е заснета в сграда на улица „Лайм“ в Лондон. За автентичност във филма са показани жълти таксиметрови таксита, типични за Ню Йорк, и актьори, изобразяващи Нюйоркската конна полиция.
- Всички актьори във филма пеят със собствените си гласове. Най-зле се представя Пиърс Броснан, който получава наградата „Златна малинка“ за 2008 г. за „Най-лош актьор в поддържаща роля“ за лошото си пеене.
- През декември 2008 г. филмът става най-касовият филм за всички времена в Обединеното кралство, счупвайки предишния рекорд, поставен от „Титаник“. Рекордът остава само до 2009 г., когато филмът „Аватар“ го надминава.
- Шрифтът на заглавието във филма е същият, използван от Нирвана за обложките на албумите им.
- Пиърс Броснан играе герой на име Сам Кармайкъл във филма. В реалния живот майката на Броснан е омъжена за Бил Кармайкъл.
- Мерил Стрийп записва песента си The Winner Takes It All в Стокхолм, в студиото на Бени Андершон, един от членовете на АББА.
- Сценарият на филма е написан от Катрин Джонсън, един от създателите на оригиналния мюзикъл.
- Първоначално ролята на Бил трябвало да се играе от актьора Бил Наи, но точно преди началото на снимките той напуска проекта и мястото му е заето от Стелан Скарсгард.
- В началото на предварителната продукция продуцентите предлагат да включат новонаписана оригинална песен във филма, за да се класират за Оскар за най-добра оригинална песен, но Бени Андершон и Бьорн Улвеус отказват предложението.
- Основната разлика между филма и мюзикъла е броят на песните на АББА. Има 22 от тях в мюзикъла, но само 19 във филма.
- Въпреки че световната премиера на филма се състои в Лондон, вниманието на световната преса е насочено към шведската премиера на 4 юли 2008 г. в Rival Theatre (собственост на Бени Андершон) в Стокхолм, където за първи път от почти 20 години четиримата членове на легендарния квартет АББА се събират едновременно на едно място. Камерите ги заснемат на балкона на киносалона, примесени с главните актьори във филма. Не е възможно да се снимат и четиримата, отделно от другите артисти.
- Манди Мур, Аманда Байнс, Рейчъл Макадамс и Еми Росъм са разглеждани за ролята на Софи, но продуцентите избират Аманда Сейфрид.
- До 31 декември 2008 г. филмът става най-продаваното DVD за всички времена в Швеция, с общо 545 хиляди продадени копия.
- Според Мерил Стрийп, актрисата Джули Уолтърс е наранила крака си, докато е прескачала камъни на калдъръмена улица по време на снимките на музикалния номер Dancing Queen, но като истинска актриса тя смело издържала на болката и изиграла епизода на край.
- Колин Фърт пародира емблематичната реплика на Джеймс Бонд, като казва I'm Bright, Harry Bright („Моето име е Брайт. Хари Брайт“), докато стои до Пиърс Броснан, който играе Бонд в четири филма.
- Въпреки че филмът силно загатва, но никога не разкрива точно кой е истинският баща на Софи. Според авторите на оригиналния мюзикъл, писателката Катрин Джонсън и режисьорката Филида Лойд, истинският баща на Софи във филма е шведът Бил Андерсен (в оригиналния мюзикъл фамилията на Бил е Остин и той е австралиец).

## Награди и номинации
| Категория                               | Номиниран(и)                          | Резултат                              |
| Награда на БАФТА (8 февруари 2009 г.)   | Награда на БАФТА (8 февруари 2009 г.) | Награда на БАФТА (8 февруари 2009 г.) |
| --------------------------------------- | ------------------------------------- | ------------------------------------- |
| Най-добър британски филм                | Най-добър британски филм              | номинация                             |
| Най-добра филмова музика                | АББА                                  | номинация                             |
| Дебют                                   | Джуди Креймър                         | номинация                             |
| Златен глобус (11 януари 2009 г.)       |                                       |                                       |
| Най-добър филм – мюзикъл или комедия    | Най-добър филм – мюзикъл или комедия  | номинация                             |
| Най-добра актриса в мюзикъл или комедия | Мерил Стрийп                          | номинация                             |
| Сателит (14 декември 2008 г.)           |                                       |                                       |
| Най-добра актриса в мюзикъл или комедия | Мерил Стрийп                          | номинация                             |
| Златна малинка (21 февруари 2009 г.)    |                                       |                                       |
| Най-лош актьор в поддържаща роля        | Пиърс Броснан                         | награда                               |
| Емпайър (29 март 2009 г.)               |                                       |                                       |
| Най-добър саундтрак                     | Най-добър саундтрак                   | награда                               |